# Еспіриту-Санту
Еспіриту-Санту (порт. Espírito Santo) — штат Бразилії, розташований у Південно-східному регіоні. Межує зі штатами Мінас-Жерайс, Баїя та Ріо-де-Жанейро і з Атлантичним океаном. Штат має площу 46 074 км², його столиця — місто Віторія, найбільше місто — Віла-Велья. Назва штату буквально означає «святий дух», скорочена назва штату «ES», його жителі відомі як «капішабас» (порт. capixabas). Станом на 2022 рік населення штату становить близько 3 833 712 чоловік.

## Мезорегіони
Штат розділений на декілька адміністративно-статистичних мезорегіона:
- Південь штату Еспіриту-Санту
- Північний захід штату Еспіриту-Санту
- Північне узбережжя штату Еспіриту-Санту
- Центр штату Еспіриту-Санту